# Україна на літніх Олімпійських іграх 2024
Україна взяла участь у літніх Олімпійських іграх 2024 року в Парижі, що відбувалися з 26 липня по 11 серпня 2024 року. На олімпійські ігри (разом із запасними) поїхали понад 150 спортсменів, одночасно взяти участь мали змогу 147 атлетів (ще одного спортсмена позбавили ліцензії через ставки на матчі), з яких реально взяли участь у змаганнях (через вибір тренерів, травми, хвороби та відсутність травм у футболістів з основного складу) 137 спортсменів, що є найменшим показником за всю історію участі країни в Іграх. Загалом українські спортсмени вибороли 12 медалей, з них — 3 золоті, 5 срібні та 4 бронзові, та посіли в підсумку 22-е загальнокомандне місце, що стало найкращим результатом України на Олімпійських іграх за останні дванадцять років.

## Медалісти
| Медалі за днями | Медалі за днями | Медалі за днями | Медалі за днями | Медалі за днями | Медалі за днями | Медалі за днями |
| --------------- | --------------- | --------------- | --------------- | --------------- | --------------- | --------------- |
| День            | Дата            |                 |                 |                 | Всього          |                 |
| День 0          | 24 — 26-е       | —               | —               | —               | —               |                 |
| День 1          | 27-е            | 0               | 0               | 0               | 0               |                 |
| День 2          | 28-е            | 0               | 0               | 0               | 0               |                 |
| День 3          | 29-е            | 0               | 0               | 1               | 1               |                 |
| День 4          | 30-е            | 0               | 0               | 0               | 0               |                 |
| День 5          | 31-е            | 0               | 0               | 0               | 0               |                 |
| День 6          | 1-е             | 0               | 1               | 0               | 1               |                 |
| День 7          | 2-е             | 0               | 0               | 0               | 0               |                 |
| День 8          | 3-е             | 1               | 0               | 0               | 1               |                 |
| День 9          | 4-е             | 1               | 0               | 2               | 3               |                 |
| День 10         | 5-е             | 0               | 1               | 0               | 1               |                 |
| День 11         | 6-е             | 0               | 0               | 0               | 0               |                 |
| День 12         | 7-е             | 1               | 0               | 0               | 1               |                 |
| День 13         | 8-е             | 0               | 1               | 1               | 2               |                 |
| День 14         | 9-е             | 0               | 1               | 0               | 1               |                 |
| День 15         | 10-е            | 0               | 1               | 0               | 1               |                 |
| День 16         | 11-е            | 0               | 0               | 0               | 0               |                 |

| Медаль | Спортсмен                                                 | Вид спорту                      | Дисципліна                       | Дата      |
| ------ | --------------------------------------------------------- | ------------------------------- | -------------------------------- | --------- |
| Золото | Ольга Харлан Аліна Комащук Олена Кравацька Юлія Бакастова | Фехтування                      | командна шабля                   | 3 серпня  |
| Золото | Ярослава Магучіх                                          | Легка атлетика                  | стрибки у висоту                 | 4 серпня  |
| Золото | Олександр Хижняк                                          | Бокс                            | до 80 кг                         | 7 серпня  |
| Срібло | Сергій Куліш                                              | Стрільба                        | гвинтівка з трьох положень, 50 м | 1 серпня  |
| Срібло | Ілля Ковтун                                               | Спортивна гімнастика            | паралельні бруси                 | 5 серпня  |
| Срібло | Парвіз Насібов                                            | Боротьба                        | греко-римська боротьба, до 67 кг | 8 серпня  |
| Срібло | Людмила Лузан Анастасія Рибачок                           | Веслування на байдарках і каное | каное-двійки, 500 метрів         | 9 серпня  |
| Срібло | Ірина Коляденко                                           | Боротьба                        | жіноча боротьба, до 62 кг        | 10 серпня |
| Бронза | Ольга Харлан                                              | Фехтування                      | індивідуальна шабля              | 29 липня  |
| Бронза | Ірина Геращенко                                           | Легка атлетика                  | стрибки у висоту                 | 4 серпня  |
| Бронза | Михайло Кохан                                             | Легка атлетика                  | метання молота                   | 4 серпня  |
| Бронза | Жан Беленюк                                               | Боротьба                        | греко-римська боротьба, до 87 кг | 8 серпня  |

## Кількість здобутих ліцензій та кількісний склад учасників змагань
| Вид спорту                               | Чоловіки | Жінки   | Загалом   |
| ---------------------------------------- | -------- | ------- | --------- |
| Бадмінтон                                | 0 (1)    | 1       | 1 (2)     |
| Бокс                                     | 3        | 0       | 3         |
| Боротьба вільна                          | 3        | 0       | 3         |
| Боротьба греко-римська                   | 2        | 0       | 2         |
| Боротьба жіноча                          | 0        | 4       | 4         |
| Брейкінг                                 | 1        | 2       | 3         |
| Важка атлетика                           | 0        | 1       | 1         |
| Веслування академічне                    | 2        | 4 (5)   | 6 (7)     |
| Веслування на байдарках і каное          | 5        | 3       | 8         |
| Веслувальний слалом на байдарках і каное | 0        | 1       | 1         |
| Велоперегони гірські (маунтенбайк)       | 1        | 1       | 2         |
| Велоперегони на шосе                     | 1        | 1       | 2         |
| Гімнастика спортивна                     | 5        | 1       | 6         |
| Гімнастика художня                       | 0        | 6       | 6         |
| Дзюдо                                    | 2        | 3       | 5         |
| Легка атлетика                           | 10 (11)  | 13 (14) | 23 (25)   |
| Плавання                                 | 4        | 1       | 5         |
| Плавання артистичне                      | 0        | 2       | 2         |
| Стрибки у воду                           | 4 (5)    | 4       | 8 (9)     |
| Спортивне скелелазіння                   | 1        | 1       | 2         |
| Стрільба кульова                         | 4        | 1       | 5         |
| Стрільба стендова                        | 0        | 1       | 1         |
| Стрільба з лука                          | 1        | 1       | 2         |
| Сучасне п'ятиборство                     | 2        | 1       | 3         |
| Теніс великий                            | 0        | 5 (6)   | 5 (6)     |
| Теніс настільний                         | 1        | 2       | 3         |
| Фехтування                               | 0        | 8       | 8         |
| Футбол                                   | 17 (22)  | 0       | 17 (22)   |
| Загалом                                  | 69 (77)  | 68 (71) | 137 (148) |

## Атлетичні види спорту

### Легка атлетика
Спортсменів — 25 (+1 запасний)

#### Бігові дисципліни
Чоловіки
| Спортсмен                           | Дисципліна   | SB-2024 перед Іграми | Забіг | Забіг  | Втішний забіг | Втішний забіг | Півфінал        | Півфінал        | Фінал           | Фінал           |
| Час                                 | Місце        | Час                  | Місце | Час    | Місце         | Час           | Місце           |                 |                 |                 |
| ----------------------------------- | ------------ | -------------------- | ----- | ------ | ------------- | ------------- | --------------- | --------------- | --------------- | --------------- |
| Олександр Погорілко Сумська область | біг на 400 м | 44,94 NR             | 45,71 | 6 (36) | 45,59         | 3 (12)        | Завершив виступ | Завершив виступ | Завершив виступ | Завершив виступ |

Жінки
| Спортсменка                            | Дисципліна               | SB-2024 перед Іграми | Забіг | Забіг  | Втішний забіг | Втішний забіг | Півфінал         | Півфінал         | Фінал            | Фінал            |
| Час                                    | Місце                    | Час                  | Місце | Час    | Місце         | Час           | Місце            |                  |                  |                  |
| -------------------------------------- | ------------------------ | -------------------- | ----- | ------ | ------------- | ------------- | ---------------- | ---------------- | ---------------- | ---------------- |
| Анна Рижикова Дніпропетровська область | біг на 400 м з бар'єрами | 54,95                | 55,13 | 4 (19) | 54,95         | 2 (3)         | 55,65            | 7 (23)           | Завершила виступ | Завершила виступ |
| Вікторія Ткачук Донецька область       | біг на 400 м з бар'єрами | —                    | 58,10 | 8 (38) | 59,40         | 7 (21)        | Завершила виступ | Завершила виступ | Завершила виступ | Завершила виступ |

Змішані
| Спортсмени | Дисципліна                      | SB-2024 перед Іграми | Забіг   | Забіг | Фінал            | Фінал            |
| Час | Місце                           | Час                  | Місце   |       |                  |                  |
| --- | ------------------------------- | -------------------- | ------- | ----- | ---------------- | ---------------- |
| Олександр Погорілко Сумська областьТетяна Мельник КиївДанило Даниленко Волинська областьМар'яна Шостак Львівська областьВіталій Бутрим Сумська область (запасний)Анна Рижикова Дніпропетровська область (запасна) | змішаний естафетний біг 4×400 м | 3.14,49              | 3:15.51 | 14    | Завершили виступ | Завершили виступ |

#### Спортивна ходьба
Чоловіки
| Спортсмен                   | Дисципліна                | SB-2024 перед Іграми | Результат | Результат |
| Час                         | Місце                     |                      |           |           |
| --------------------------- | ------------------------- | -------------------- | --------- | --------- |
| Ігор Главан Сумська область | спортивна ходьба на 20 км | 1:20.49              | 1:24.52   | 40        |

Жінки
| Спортсменка                         | Дисципліна                | SB-2024 перед Іграми | Результат | Результат |
| Час                                 | Місце                     |                      |           |           |
| ----------------------------------- | ------------------------- | -------------------- | --------- | --------- |
| Людмила Оляновська Київська область | спортивна ходьба на 20 км | 1:28.48              | 1:29.55   | 14        |
| Марія Сахарук Волинська область     | спортивна ходьба на 20 км | 1:29.14              | 1:30.12   | 17        |
| Олена Собчук Волинська область      | спортивна ходьба на 20 км | 1:31.41              | 1:31.12   | 20        |

Змішані
| Спортсмени                                                         | Дисципліна                   | SB-2024 перед Іграми | Результат | Результат |
| Час                                                                | Місце                        |                      |           |           |
| ------------------------------------------------------------------ | ---------------------------- | -------------------- | --------- | --------- |
| Іван Банзерук Волинська областьЛюдмила Оляновська Київська область | змішана марафонська естафета | 3:01.03              | 3:01:50   | 17        |

#### Стрибки

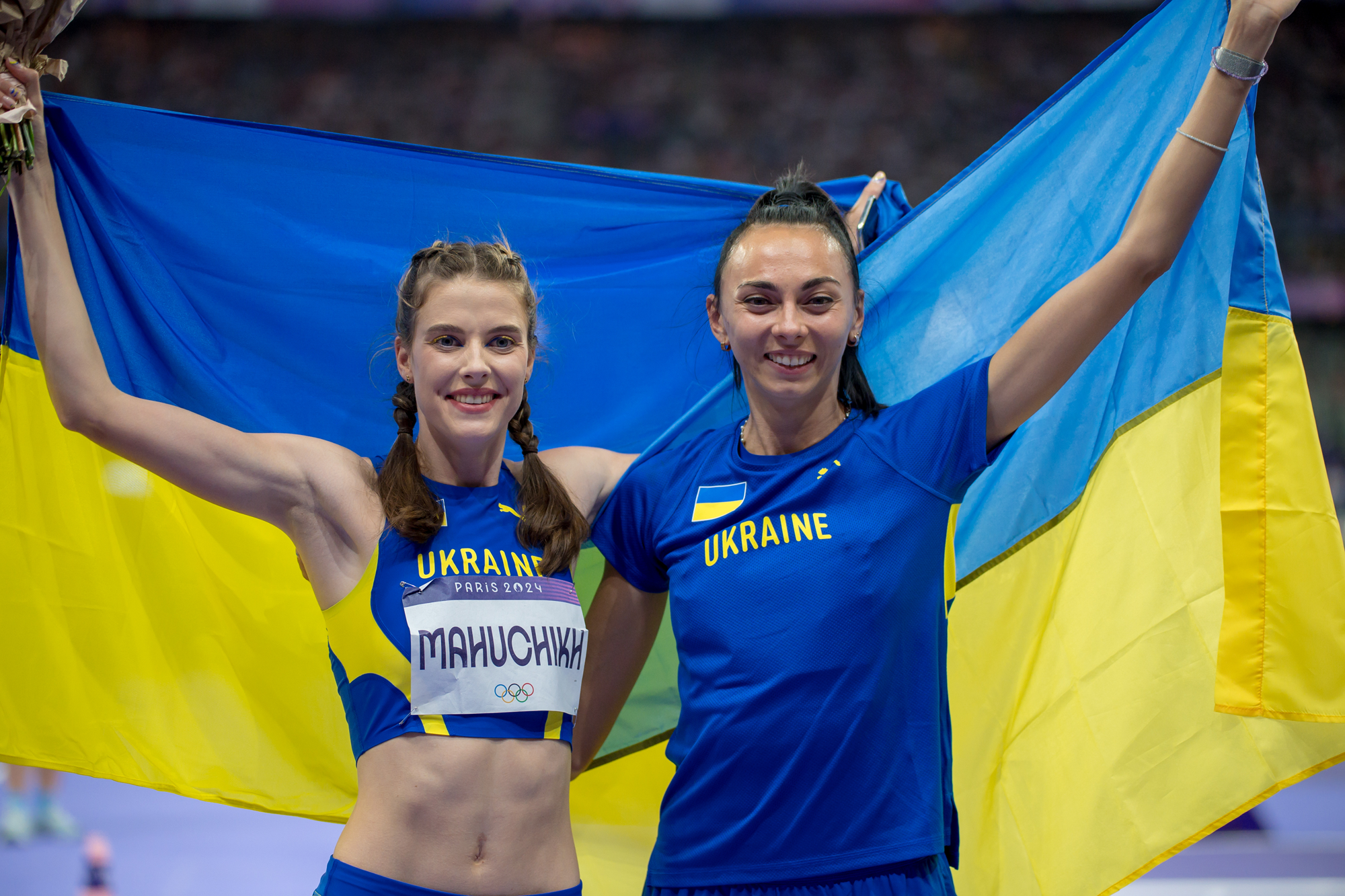
Ярослава Магучіх та Ірина Геращенко — призерки у стрибках у висоту

Чоловіки
| Спортсмен                            | Дисципліна       | SB-2024 перед Іграми | Кваліфікація | Кваліфікація | Фінал           | Фінал           |
| Результат                            | Місце            | Результат            | Місце        |              |                 |                 |
| ------------------------------------ | ---------------- | -------------------- | ------------ | ------------ | --------------- | --------------- |
| Олег Дорощук Кіровоградська область  | стрибки у висоту | 2,30i PB             | 2,24         | 11 q         | 2,31 PB         | 6               |
| Владислав Лавський Львівська область | стрибки у висоту | 2,29 PB              | 2,15         | 25           | Завершив виступ | Завершив виступ |
| Андрій Проценко Херсонська область   | стрибки у висоту | 2,20i                | NM           | —            | Завершив виступ | Завершив виступ |

Жінки
| Спортсменка                               | Дисципліна        | SB-2024 перед Іграми | Кваліфікація | Кваліфікація | Фінал            | Фінал            |
| Результат                                 | Місце             | Результат            | Місце        |              |                  |                  |
| ----------------------------------------- | ----------------- | -------------------- | ------------ | ------------ | ---------------- | ---------------- |
| Ірина Геращенко Київ                      | стрибки у висоту  | 1,95                 | 1,95 SB      | 2 q          | 1,95             | 3                |
| Ярослава Магучіх Дніпропетровська область | стрибки у висоту  | 2,10 WR              | 1,95         | 1 q          | 2,00             | 1                |
| Юлія Левченко Київ                        | стрибки у висоту  | 1,92i                | NM           | —            | Завершила виступ | Завершила виступ |
| Марина Бех-Романчук Хмельницька область   | потрійний стрибок | 14,81                | 14,30        | 8 q          | 13,98            | 11               |
| Ольга Корсун Полтавська область           | потрійний стрибок | 14,20 PB             | 13,06        | 29           | Завершила виступ | Завершила виступ |

#### Метання
Чоловіки
| Спортсмен                              | Дисципліна     | SB-2024 перед Іграми | Кваліфікація | Кваліфікація | Фінал           | Фінал           |
| Результат                              | Місце          | Результат            | Місце        |              |                 |                 |
| -------------------------------------- | -------------- | -------------------- | ------------ | ------------ | --------------- | --------------- |
| Роман Кокошко Вінницька область        | штовхання ядра | 20,62                | 19,36        | 22           | Завершив виступ | Завершив виступ |
| Михайло Кохан Дніпропетровська область | метання молота | 80,76                | 77,42        | 3 Q          | 79,39           | 3               |
| Артур Фельфнер Київська область        | метання списа  | 83,95                | 81,84        | 15           | Завершив виступ | Завершив виступ |

Жінки
| Спортсменка                                      | Дисципліна     | SB-2024 перед Іграми | Кваліфікація | Кваліфікація | Фінал            | Фінал            |
| Результат                                        | Місце          | Результат            | Місце        |              |                  |                  |
| ------------------------------------------------ | -------------- | -------------------- | ------------ | ------------ | ---------------- | ---------------- |
| Ірина Климець Волинська область PB: 73,56 (2019) | метання молота | 71,34                | 66,95        | 26           | Завершила виступ | Завершила виступ |

### Важка атлетика
Спортсменів — 1
| Спортсменка                       | Категорія | Ривок | Ривок | Ривок | Поштовх | Поштовх | Поштовх | Всього | Місце |
| 1                                 | 2         | 3     | 1     | 2     | 3       |         |         | Всього | Місце |
| --------------------------------- | --------- | ----- | ----- | ----- | ------- | ------- | ------- | ------ | ----- |
| Каміла Конотоп Харківська область | до 59 кг  | 104   | 106   | 106   | 123     | 129     | 132     | 227    | 7     |

## Водні види спорту

### Артистичне плавання
Спортсменів — 2
Жінки
| Спортсменки                                                                | Змагання | Технічна програма | Технічна програма | Довільна програма | Довільна програма | Всього очок | Місце |
| Очки                                                                       | Місце    | Очки              | Місце             |                   |                   |             |       |
| -------------------------------------------------------------------------- | -------- | ----------------- | ----------------- | ----------------- | ----------------- | ----------- | ----- |
| Владислава Алексіїва Харківська областьМарина Алексіїва Харківська область | Дуети    | 260,4600          | 5                 | 278.2084          | 7                 | 538.6684    | 5     |

### Плавання
Спортсменів — 5
Чоловіки
| Спортсмен                                   | Дисципліна                 | Попередній заплив | Попередній заплив | Півфінал        | Півфінал        | Фінал           | Фінал           |
| Час                                         | Місце                      | Час               | Місце             | Час             | Місце           |                 |                 |
| ------------------------------------------- | -------------------------- | ----------------- | ----------------- | --------------- | --------------- | --------------- | --------------- |
| Владислав Бухов Київ                        | 50 метрів вільним стилем   | 21.89             | 11 Q              | 21.76           | 11              | Завершив виступ | Завершив виступ |
| Михайло Романчук Хмельницька область        | 400 метрів вільним стилем  | DNS               | DNS               | DNS             | DNS             | DNS             | DNS             |
| Михайло Романчук Хмельницька область        | 800 метрів вільним стилем  | 7:49.75           | 17                | Н/Д             | Н/Д             | Завершив виступ | Завершив виступ |
| Михайло Романчук Хмельницька область        | 1500 метрів вільним стилем | DNS               | DNS               | DNS             | DNS             | DNS             | DNS             |
| Михайло Романчук Хмельницька область        | вільна вода (чоловіки)     | DNS               | DNS               | DNS             | DNS             | DNS             | DNS             |
| Олександр Желтяков Дніпропетровська область | 100 метрів на спині        | 54.32             | 24                | Завершив виступ | Завершив виступ | Завершив виступ | Завершив виступ |
| Олександр Желтяков Дніпропетровська область | 200 метрів на спині        | 1:58.41           | 20                | Завершив виступ | Завершив виступ | Завершив виступ | Завершив виступ |
| Денис Кесіль Дніпропетровська область       | 200 метрів батерфляєм      | 1:57.72           | 24                | Завершив виступ | Завершив виступ | Завершив виступ | Завершив виступ |

Жінки
| Спортсменка                                 | Дисципліна          | Попередній заплив | Попередній заплив | Півфінал         | Півфінал         | Фінал            | Фінал            |
| Час                                         | Місце               | Час               | Місце             | Час              | Місце            |                  |                  |
| ------------------------------------------- | ------------------- | ----------------- | ----------------- | ---------------- | ---------------- | ---------------- | ---------------- |
| Ніка Шарафутдінова Дніпропетровська область | 100 метрів на спині | 1:01.47           | 22                | Завершила виступ | Завершила виступ | Завершила виступ | Завершила виступ |

### Стрибки у воду
Спортсменів — 9
Чоловіки
| Спортсмени                                                                      | Змагання                     | Чвертьфінал | Чвертьфінал | Півфінал  | Півфінал | Фінал  | Місце |
| Результат                                                                       | Місце                        | Результат   | Місце       | Результат |          |        |       |
| ------------------------------------------------------------------------------- | ---------------------------- | ----------- | ----------- | --------- | -------- | ------ | ----- |
| Олексій Середа Луганська область                                                | вишка, 10 метрів             | 479,45      | 5Q          | 405,05    | 11Q      | 426,90 | 8     |
| Олег Колодій Луганська областьДанило Коновалов Миколаївська область             | синхронний трамплін, 3 метри | Н/Д         | Н/Д         | Н/Д       | Н/Д      | 348.27 | 7     |
| Олексій Середа Луганська область Марк Гриценко (запасний) КиївКірілл Болюх Київ | синхронна вишка, 10 метрів   | Н/Д         | Н/Д         | Н/Д       | Н/Д      | 412.65 | 5     |

Жінки
| Спортсменки                                                           | Змагання                     | Чвертьфінал | Чвертьфінал | Півфінал         | Півфінал         | Фінал            | Місце            |
| Результат                                                             | Місце                        | Результат   | Місце       | Результат        |                  |                  |                  |
| --------------------------------------------------------------------- | ---------------------------- | ----------- | ----------- | ---------------- | ---------------- | ---------------- | ---------------- |
| Вікторія Кесарь Запорізька область                                    | трамплін, 3 метри            | 217.75      | 27          | Завершила виступ | Завершила виступ | Завершила виступ | Завершила виступ |
| Софія Лискун Київ                                                     | вишка, 10 метрів             | 253.10      | 25          | Завершила виступ | Завершила виступ | Завершила виступ | Завершила виступ |
| Ганна Письменська Луганська областьВікторія Кесарь Запорізька область | синхронний трамплін, 3 метри | Н/Д         | Н/Д         | Н/Д              | Н/Д              | 251,37           | 7                |
| Ксенія Байло КиївСофія Лискун Київ                                    | синхронна вишка, 10 метрів   | Н/Д         | Н/Д         | Н/Д              | Н/Д              | 285,00           | 7                |

### Академічне веслування
Спортсменів — 3
Чоловіки
| Спортсмени                             | Дисципліна               | Відбіркові заїзди | Відбіркові заїзди | Втішний заїзд | Втішний заїзд | Півфінали | Півфінали | Фінал           | Фінал  |
| Час                                    | Місце                    | Час               | Місце             | Час           | Місце         | Час       | Місце     |                 |        |
| -------------------------------------- | ------------------------ | ----------------- | ----------------- | ------------- | ------------- | --------- | --------- | --------------- | ------ |
| Ігор Хмара КиївСтаніслав Ковальов Київ | двійка парна, легка вага | 7:00.13           | 4                 | 6:46.05       | 2 Q           | 6:37.35   | 5         | Фінал B 6:26.32 | 5 (11) |

Жінки
| Спортсменки | Дисципліна     | Відбіркові заїзди | Відбіркові заїзди | Втішний заїзд | Втішний заїзд | Півфінали | Півфінали | Фінал   | Фінал |
| Час | Місце          | Час               | Місце             | Час           | Місце         | Час       | Місце     |         |       |
| --- | -------------- | ----------------- | ----------------- | ------------- | ------------- | --------- | --------- | ------- | ----- |
| Євгенія Довгодько Київ | одиночки       | DNS               | DNS               | DNS           | DNS           | DNS       | DNS       | DNS     | DNS   |
| Євгенія Довгодько КиївКатерина Дудченко Херсонська областьДарина Верхогляд КиївАнастасія Коженкова Дніпропетровська область | парні четвірки | 6:20.09           | 2 Q               | Н/Д           | Н/Д           | Н/Д       | Н/Д       | 6:23.05 | 5     |

### Веслування на байдарках і каное
Спортсменів — 6

#### Спринт
| ЧФ | за результатами заїзду вихід у чвертьфінал | ПФ | за результатами заїзду вихід у півфінал | ФВ | за результатами заїзду вихід у Фінал B | ФА | за результатами заїзду вихід у Фінал А |

Чоловіки
| Спортсмени | Дисципліна                    | Попередній заїзд | Попередній заїзд | Чвертьфінал | Чвертьфінал | Півфінал         | Півфінал         | Фінал            | Фінал            |
| Час | Місце                         | Час              | Місце            | Час         | Місце       | Час              | Місце            |                  |                  |
| --- | ----------------------------- | ---------------- | ---------------- | ----------- | ----------- | ---------------- | ---------------- | ---------------- | ---------------- |
| Павло Алтухов Полтавська область                                                                                             | каное-одиночки, 1000 метрів   | 4:11.32          | 5 Q ЧФ           | 3:51.58     | 3           | Завершив виступ  | Завершив виступ  | Завершив виступ  | Завершив виступ  |
| Ігор Трунов Полтавська областьОлег Кухарик Полтавська область                                                                | байдарки-двійки, 500 метрів   | 1:31.24          | 3 Q ЧФ           | 1:29.68     | 6           | Завершили виступ | Завершили виступ | Завершили виступ | Завершили виступ |
| Олег Кухарик Полтавська областьДмитро Даниленко Вінницька областьІгор Трунов Полтавська областьІван Семикін Київська область | байдарки-четвірки, 500 метрів | 1:21.55          | 4 Q ЧФ           | 1:20.94     | 5 Q ПФ      | 1:20.67          | 4 Q ФА           | 1:21.01          | 4                |

Жінки
| Спортсменки                                                           | Дисципліна                    | Попередній заїзд | Попередній заїзд | Чвертьфінал | Чвертьфінал | Півфінал | Півфінал | Фінал   | Фінал  |
| Час                                                                   | Місце                         | Час              | Місце            | Час         | Місце       | Час      | Місце    |         |        |
| --------------------------------------------------------------------- | ----------------------------- | ---------------- | ---------------- | ----------- | ----------- | -------- | -------- | ------- | ------ |
| Людмила Лузан Полтавська область                                      | каное-одиночки, 200 метрів    | 48.42            | 4 Q ЧФ           | 47.42       | 1 Q ПФ      | 46.67    | 7 Q ФВ   |         |        |
| Анастасія Рибачок Житомирська область                                 | каное-одиночки, 200 метрів    | 47.04            | 4 Q ЧФ           | 47.11       | 1 Q ПФ      | 47.76    | 8 Q ФВ   |         |        |
| Людмила Лузан Полтавська областьАнастасія Рибачок Житомирська область | каное-двійки, 500 метрів      | 1:55.88          | 2 Q ПФ           | Н/Д         | Н/Д         | 1:55.62  | 3 Q ФА   | 1:54.30 | 2      |
| Марія Повх Волинська область                                          | байдарки-одиночки, 500 метрів | 1:54.13          | 4 Q ЧФ           | 1:52.09     | 3 Q ПФ      | 1:52.51  | 6 Q ФC   | 2:00.94 | 8 (24) |

#### Веслувальний слалом на байдарках та каное
| Спортсменки      | Дисципліна                | Попередні заїзди | Попередні заїзди | Попередні заїзди | Попередні заїзди | Попередні заїзди | Попередні заїзди | Півфінал | Півфінал | Фінал            | Фінал            |
| Заїзд 1          | Місце                     | Заїзд 2          | Місце            | Кращий           | Місце            | Час              | Місце            | Час      | Місце    |                  |                  |
| ---------------- | ------------------------- | ---------------- | ---------------- | ---------------- | ---------------- | ---------------- | ---------------- | -------- | -------- | ---------------- | ---------------- |
| Вікторія Ус Київ | байдарки-одиночки (жінки) | 100.42           | 16               | 98.65            | 16               | 98.65            | 18 Q             | 120.76   | 18       | Завершила виступ | Завершила виступ |
| Вікторія Ус Київ | каное-одиночки (жінки)    | 113.67           | 16               | 106.09           | 6                | 106.09           | 9 Q              | 114.26   | 8 Q      | 117.98           | 11               |
| Вікторія Ус Київ | байдарковий крос (жінки)  |                  |                  |                  |                  |                  |                  |          |          |                  |                  |

## Гімнастичні види спорту

### Спортивна гімнастика
Чоловіки
| Спортсмени                         | Змагання           | Кваліфікація                      | Кваліфікація                      | Кваліфікація                      | Кваліфікація                      | Кваліфікація                      | Кваліфікація                      | Кваліфікація                      | Кваліфікація                      | Фінал      | Фінал           | Фінал            | Фінал         | Фінал      | Фінал      | Фінал   | Фінал |
| Вільні вправи                      | Кінь               | Кільця                            | Опорний стрибок                   | Паралельні бруси                  | Перекладина                       | Загалом                           | Місце                             | Вільні вправи                     | Кінь                              | Кільця     | Опорний стрибок | Паралельні бруси | Перекладина   | Загалом    | Місце      |         |       |
| ---------------------------------- | ------------------ | --------------------------------- | --------------------------------- | --------------------------------- | --------------------------------- | --------------------------------- | --------------------------------- | --------------------------------- | --------------------------------- | ---------- | --------------- | ---------------- | ------------- | ---------- | ---------- | ------- | ----- |
| Олег Верняєв Київ                  | Командна першість  | 13.066 (57)                       | 15.033 (5) Q                      | 13.600 (24)                       | 14.866                            | 15.266 (4) Q                      | 12.800 (45)                       | 84.631                            | 7 Q                               | 13.766     | 14.833          | 13.666           | 14.800        | 15.000     | 12.800     | Н/Д     | Н/Д   |
| Ілля Ковтун Черкаська область      | Командна першість  | 14.533 (4) Q                      | 13.466 (34)                       | 13.066 (43)                       | 14.166                            | 15.166 (6) Q                      | 12.766 (48)                       | 83.163                            | 11 Q                              | 14.100     | 14.000          | 13.233           |               | 15.433     | 14.033     | Н/Д     | Н/Д   |
| Ігор Радівілов Київ                | Командна першість  |                                   |                                   | 14.166 (15)                       | 14.900 14.500 14.700 (4) Q        |                                   |                                   |                                   |                                   |            |                 | 14.000           | 14.766        |            |            | Н/Д     | Н/Д   |
| Назар Чепурний Київ                | Командна першість  | 13.533 (41)                       | 13.000 (44)                       |                                   | 14.866 14.800 14.833 (1) Q        | 14.100 (36)                       | 13.033 (42)                       |                                   |                                   | 13.366     |                 |                  | 14.900        |            |            | Н/Д     | Н/Д   |
| Радомир Стельмах Луганська область | Командна першість  | 13.366 (46)                       | 14.033 (20)                       | 12.933 (54)                       |                                   | 14.600 (15)                       | 13.600 (24)                       |                                   |                                   |            | 14.033          |                  |               | 14.366     | 13.666     | Н/Д     | Н/Д   |
| Загалом                            | Командна першість  | 41.432                            | 42.532                            | 40.832                            | 44.632                            | 45.032                            | 39.433                            | 253.893                           | 4                                 | 41.232 (7) | 42.866 (3)      | 40.899 (5)       | 44.466 (1)    | 44.799 (2) | 40.499 (4) | 254.761 | 5     |
| Олег Верняєв Київ                  | Абсолютна першість | Результати кваліфікації див. вище | Результати кваліфікації див. вище | Результати кваліфікації див. вище | Результати кваліфікації див. вище | Результати кваліфікації див. вище | Результати кваліфікації див. вище | Результати кваліфікації див. вище | Результати кваліфікації див. вище | 13.933     | 14.833          | 13.533           | 14.400        | 15.000     | 12.700     | 84.399  | 8     |
| Олег Верняєв Київ                  | Кінь               | Результати кваліфікації див. вище | Результати кваліфікації див. вище | Результати кваліфікації див. вище | Результати кваліфікації див. вище | Результати кваліфікації див. вище | Результати кваліфікації див. вище | Результати кваліфікації див. вище | Результати кваліфікації див. вище | Н/Д        | 14.966          | Н/Д              | Н/Д           | Н/Д        | Н/Д        | 14.966  | 5     |
| Олег Верняєв Київ                  | Паралельні бруси   | Результати кваліфікації див. вище | Результати кваліфікації див. вище | Результати кваліфікації див. вище | Результати кваліфікації див. вище | Результати кваліфікації див. вище | Результати кваліфікації див. вище | Результати кваліфікації див. вище | Результати кваліфікації див. вище | Н/Д        | Н/Д             | Н/Д              | Н/Д           | 13,300     | Н/Д        | 13,300  | 8     |
| Ілля Ковтун Черкаська область      | Абсолютна першість | Результати кваліфікації див. вище | Результати кваліфікації див. вище | Результати кваліфікації див. вище | Результати кваліфікації див. вище | Результати кваліфікації див. вище | Результати кваліфікації див. вище | Результати кваліфікації див. вище | Результати кваліфікації див. вище | 14.700     | 14.633          | 13.333           | 14.266        | 15.400     | 13.833     | 86.165  | 4     |
| Ілля Ковтун Черкаська область      | Вільні вправи      | Результати кваліфікації див. вище | Результати кваліфікації див. вище | Результати кваліфікації див. вище | Результати кваліфікації див. вище | Результати кваліфікації див. вище | Результати кваліфікації див. вище | Результати кваліфікації див. вище | Результати кваліфікації див. вище | 14.533     | Н/Д             | Н/Д              | Н/Д           | Н/Д        | Н/Д        | 14.533  | 4     |
| Ілля Ковтун Черкаська область      | Паралельні бруси   | Результати кваліфікації див. вище | Результати кваліфікації див. вище | Результати кваліфікації див. вище | Результати кваліфікації див. вище | Результати кваліфікації див. вище | Результати кваліфікації див. вище | Результати кваліфікації див. вище | Результати кваліфікації див. вище | Н/Д        | Н/Д             | Н/Д              | Н/Д           | 15,500     | Н/Д        | 15,500  | 2     |
| Ігор Радівілов Київ                | Опорний стрибок    | Результати кваліфікації див. вище | Результати кваліфікації див. вище | Результати кваліфікації див. вище | Результати кваліфікації див. вище | Результати кваліфікації див. вище | Результати кваліфікації див. вище | Результати кваліфікації див. вище | Результати кваліфікації див. вище | Н/Д        | Н/Д             | Н/Д              | 14.900 13.433 | Н/Д        | Н/Д        | 14.166  | 8     |
| Назар Чепурний Київ                | Опорний стрибок    | Результати кваліфікації див. вище | Результати кваліфікації див. вище | Результати кваліфікації див. вище | Результати кваліфікації див. вище | Результати кваліфікації див. вище | Результати кваліфікації див. вище | Результати кваліфікації див. вище | Результати кваліфікації див. вище | Н/Д        | Н/Д             | Н/Д              | 14.833 13.966 | Н/Д        | Н/Д        | 14.899  | 6     |

Жінки
| Спортсменка                              | Змагання           | Кваліфікація | Кваліфікація  | Кваліфікація | Кваліфікація | Кваліфікація    | Кваліфікація      | Фінал            | Фінал            | Фінал            | Фінал            | Фінал            | Фінал            |
| Опорний стрибок                          | Різновисокі бруси  | Колода       | Вільні вправи | Загалом      | Місце        | Опорний стрибок | Різновисокі бруси | Колода           | Вільні вправи    | Загалом          | Місце            |                  |                  |
| ---------------------------------------- | ------------------ | ------------ | ------------- | ------------ | ------------ | --------------- | ----------------- | ---------------- | ---------------- | ---------------- | ---------------- | ---------------- | ---------------- |
| Анна Лащевська Івано-Франківська область | Абсолютна першість | 12.833       | 13.033 (46)   | 11.866 (65)  | 12.566 (48)  | 50.298          | 49                | Завершила виступ | Завершила виступ | Завершила виступ | Завершила виступ | Завершила виступ | Завершила виступ |

### Художня гімнастика

#### Індивідуальні змагання
| Спортсменка            | Кваліфікація | Кваліфікація | Кваліфікація | Кваліфікація | Кваліфікація | Кваліфікація | Фінал  | Фінал  | Фінал   | Фінал  | Сума очок | Місце |
| Обруч                  | М'яч         | Булави       | Стрічка      | Сума         | Місце        | Обруч        | М'яч   | Булави | Стрічка |        | Сума очок | Місце |
| ---------------------- | ------------ | ------------ | ------------ | ------------ | ------------ | ------------ | ------ | ------ | ------- | ------ | --------- | ----- |
| Таїсія Онофрійчук Київ | 34.250       | 35.250       | 33.750       | 32.500       | 135.750      | 4 Q          | 30.400 | 30.900 | 34.150  | 32.950 | 128.400   | 9     |

#### Групові вправи
| Склад | Кваліфікація | Кваліфікація | Кваліфікація | Кваліфікація | Кваліфікація | Кваліфікація | Фінал  | Фінал | Фінал  | Фінал | Сума очок | Місце |
| 5 | 5            | 3 + 2        | 3 + 2        | Сума         | Місце        | 5            | 5      | 3 + 2 | 3 + 2  |       | Сума очок | Місце |
| Очки | Місце        | Очки         | Місце        | Сума         | Місце        | Очки         | Місце  | Очки  | Місце  |       | Сума очок | Місце |
| --- | ------------ | ------------ | ------------ | ------------ | ------------ | ------------ | ------ | ----- | ------ | ----- | --------- | ----- |
| Діана Баєва КиївАліна Мельник Львівська областьМарія Височанська КиївКіра Ширикіна КиївВалерія Перемета Миколаївська область | 35,450       | 6            | 33,500       | 1            | 68,950       | 3 Q          | 36,550 | 2     | 29,150 | 8     | 65,700    | 7     |

## Гірські види спорту

### Спортивне скелелазіння

#### Лазіння на швидкість
| Спортсмен                           | Дисципліна           | Кваліфікація | Кваліфікація | 1/8 фіналу                     | Чвертьфінал     | Півфінал        | Фінал           |                 |
| Спортсмен                           | Дисципліна           | Результат    | Місце        | Результат                      | Результат       | Результат       | Результат       |                 |
| ----------------------------------- | -------------------- | ------------ | ------------ | ------------------------------ | --------------- | --------------- | --------------- | --------------- |
| Ярослав Ткач Кіровоградська область | лазіння на швидкість | 5.11         | 7            | Мавем (FRA) Поразка 5.17 –5.16 | Завершив виступ | Завершив виступ | Завершив виступ | Завершив виступ |

#### Двоборство
| Спортсменка                                | Дисципліна | Кваліфікація | Кваліфікація | Кваліфікація | Кваліфікація | Кваліфікація | Кваліфікація | Фінал            | Фінал            | Фінал            | Фінал            | Фінал            | Фінал            |
| Спортсменка                                | Дисципліна | Болдеринг    | Болдеринг    | Трудність    | Трудність    | Загалом      | Місце        | Болдеринг        | Болдеринг        | Трудність        | Трудність        | Загалом          | Місце            |
| Спортсменка                                | Дисципліна | Очки         | Місце        | Очки         | Місце        | Загалом      | Місце        | Очки             | Місце            | Очки             | Місце            | Загалом          | Місце            |
| ------------------------------------------ | ---------- | ------------ | ------------ | ------------ | ------------ | ------------ | ------------ | ---------------- | ---------------- | ---------------- | ---------------- | ---------------- | ---------------- |
| Євгенія Казбекова Дніпропетровська область | комбінація | 39.5         | 14           | 45.1         | 14           | 84.6         | 15           | Завершила виступ | Завершила виступ | Завершила виступ | Завершила виступ | Завершила виступ | Завершила виступ |

## Ігрові види спорту

### Бадмінтон
Спортсменів — 1
| Спортсменка                       | Змагання         | Груповий етап                                              | Груповий етап                                             | Раунд 1/8        | Чвертьфінал      | Півфінал         | Фінал            | Фінал            |
| Спортсменка                       | Змагання         | 1 матч                                                     | 2 матч                                                    | Раунд 1/8        | Чвертьфінал      | Півфінал         | Фінал            | Фінал            |
| Спортсменка                       | Змагання         | Суперник Рахунок                                           | Суперник Рахунок                                          | Суперник Рахунок | Суперник Рахунок | Суперник Рахунок | Суперник Рахунок | Місце            |
| --------------------------------- | ---------------- | ---------------------------------------------------------- | --------------------------------------------------------- | ---------------- | ---------------- | ---------------- | ---------------- | ---------------- |
| Поліна Бугрова Харківська область | одиночний розряд | Григорія Марішка Тунджунг (INA) Поразка 0-2 (10-21; 15-21) | Тереза Швабікова (CZE) Перемога 2-1 (21-19; 19-21; 21-18) | Завершила виступ | Завершила виступ | Завершила виступ | Завершила виступ | Завершила виступ |

### Великий теніс
Спортсменів — 6
| Спортсменка                                                                    | Змагання          | 1/32                                             | 1/16                                                               | 1/8                                                                          | Чвертьфінал                                                                      | Півфінал         | Фінал            | Місце |
| Суперниця Рахунок                                                              | Суперниця Рахунок | Суперниця Рахунок                                | Суперниця Рахунок                                                  | Суперниця Рахунок                                                            | Суперниця Рахунок                                                                |                  |                  | Місце |
| ------------------------------------------------------------------------------ | ----------------- | ------------------------------------------------ | ------------------------------------------------------------------ | ---------------------------------------------------------------------------- | -------------------------------------------------------------------------------- | ---------------- | ---------------- | ----- |
| Еліна Світоліна Одеська область                                                | одиночний розряд  | Моюка Утідзіма (JPN) Перемога 2-0 (6-2, 6-1)     | Джессіка Пегула (USA) Перемога 2-1 (4-6, 6-1, 6-3)                 | Барбора Крейчикова (CZE) Поразка 1-2 (65−77, 6-2, 4-6)                       | Завершила виступ                                                                 | Завершила виступ | Завершила виступ |       |
| Даяна Ястремська Одеська область                                               | одиночний розряд  | Лаура Пігоссі (BRA) Перемога 2-1 (3-6, 7-5, 6-0) | Каміла Осоріо (COL) Поразка 0-2 (64−77, 4-6)                       | Завершила виступ                                                             | Завершила виступ                                                                 | Завершила виступ | Завершила виступ |       |
| Марта Костюк Київ                                                              | одиночний розряд  | Лулу Сун (NZL) Перемога 2-0 (6-4, 6-3)           | Клара Бюрель (FRA) Перемога 2-0 (77−63, 6-2)                       | Марія Саккарі (GRE) Перемога 2-1 (4-6, 77−65, 6-4)                           | Донна Векич (CRO) Поразка 1-2 (4-6, 6-2, 7-6)                                    | Завершила виступ | Завершила виступ |       |
| Людмила Кіченок Дніпропетровська областьНадія Кіченок Дніпропетровська область | парний розряд     | Н/Д                                              | Ван Сіньюй (CHN) Чжен Сайсай (CHN) Перемога 2-0 (6-1, 6-4)         | Даніель Коллінз (USA) Дезіре Кравчик (USA) Перемога 2-1 (3-6, 6-4, [10]-[7]) | Крістіна Букша (ESP) Сара Соррібес Тормо (ESP) Поразка 1-2 (3-6, 6-2, [10]-[12]) | Завершили виступ | Завершили виступ |       |
| Марта Костюк КиївДаяна Ястремська Одеська область                              | парний розряд     | Н/Д                                              | Магда Лінетт (POL) Аліція Росольська (POL) Перемога 2-0 (6-4, 6-1) | Сє Шувей (TPE) Цао Цзя І (TPE) Поразка W/O                                   | Завершили виступ                                                                 | Завершили виступ | Завершили виступ |       |

### Настільний теніс
Спортсменів — 3
Чоловіки
| Спортсмен                          | Дисципліна       | Раунд 1                         | Раунд 2            | Раунд 3            | Чвертьфінал        | Півфінал           | Фінал              | Фінал           |
| Спортсмен                          | Дисципліна       | Суперник Результат              | Суперник Результат | Суперник Результат | Суперник Результат | Суперник Результат | Суперник Результат | Місце           |
| ---------------------------------- | ---------------- | ------------------------------- | ------------------ | ------------------ | ------------------ | ------------------ | ------------------ | --------------- |
| Ярослав Жмуденко Черкаська область | одиночний розряд | Фань Чженьдун (CHN) Поразка 0-4 | Завершив виступ    | Завершив виступ    | Завершив виступ    | Завершив виступ    | Завершив виступ    | Завершив виступ |

Жінки
| Спортсменки             | Дисципліна       | Раунд 1                            | Раунд 2                          | Раунд 3            | Чвертьфінал        | Півфінал           | Фінал              | Фінал            |
| Спортсменки             | Дисципліна       | Суперник Результат                 | Суперник Результат               | Суперник Результат | Суперник Результат | Суперник Результат | Суперник Результат | Місце            |
| ----------------------- | ---------------- | ---------------------------------- | -------------------------------- | ------------------ | ------------------ | ------------------ | ------------------ | ---------------- |
| Маргарита Песоцька Київ | одиночний розряд | Ораван Парананг (THA) Перемога 4-3 | Бернадетт Сьеч (ROU) Поразка 1-4 | Завершила виступ   | Завершила виступ   | Завершила виступ   | Завершила виступ   | Завершила виступ |
| Соломія Братейко Київ   | одиночний розряд | Елізабета Самара (ROU) Поразка 3-4 | Завершила виступ                 | Завершила виступ   | Завершила виступ   | Завершила виступ   | Завершила виступ   | Завершила виступ |

### Футбол
Спортсменів — 18
Зазначена кількість ігор та голів на Олімпійських іграх.
| №  | Поз. | Гравець                | Дата народження (вік)       | Ігри | Голи | Клуб                  |
| -- | ---- | ---------------------- | --------------------------- | ---- | ---- | --------------------- |
| 12 | ВР   | Кирило Фесюн           | 7 серпня 2002 (22 роки)     | 3    | −5   | «Шахтар» (Донецьк)    |
| 1  | ВР   | Георгій Єрмаков        | 28 березня 2002 (22 роки)   | 0    | −0   | «Олександрія»         |
|    |      |                        |                             |      |      |                       |
| 2  | ЗХ   | Ілля Крупський         | 2 жовтня 2004 (20 років)    | 3    | 0    | «Ворскла» (Полтава)   |
| 3  | ЗХ   | Олександр Мартинюк     | 25 листопада 2001 (23 роки) | 3    | 0    | «Олександрія»         |
| 4  | ЗХ   | Максим Таловєров       | 28 червня 2000 (24 роки)    | 3    | 0    | «ЛАСК»                |
| 6  | ЗХ   | Олексій Сич            | 1 квітня 2001 (23 роки)     | 3    | 0    | «Рух» (Львів)         |
| 16 | ЗХ   | Арсеній Батагов        | 5 березня 2002 (23 роки)    | 3    | 0    | «Зоря» (Луганськ)     |
| 13 | ЗХ   | Володимир Салюк        | 25 червня 2002 (22 роки)    | 2    | 0    | «Чорноморець» (Одеса) |
|    |      |                        |                             |      |      |                       |
| 5  | ПЗ   | Валентин Рубчинський   | 15 лютого 2002 (23 роки)    | 3    | 1    | «Динамо» (Київ)       |
| 18 | ПЗ   | Дмитро Криськів        | 6 жовтня 2000 (24 роки)     | 3    | 1    | «Шахтар» (Донецьк)    |
| 7  | ПЗ   | Олег Очеретько         | 25 травня 2003 (21 рік)     | 3    | 0    | «Шахтар» (Донецьк)    |
| 8  | ПЗ   | Микола Михайленко      | 22 травня 2001 (23 роки)    | 3    | 0    | «Динамо» (Київ)       |
| 10 | ПЗ   | Максим Брагару         | 21 липня 2002 (22 роки)     | 3    | 0    | «Динамо» (Київ)       |
| 11 | ПЗ   | Максим Хлань           | 27 січня 2003 (22 роки)     | 3    | 0    | «Лехія» (Гданськ)     |
| 17 | ПЗ   | Олег Федор             | 23 липня 2004 (20 років)    | 3    | 0    | «Рух» (Львів)         |
| 15 | ПЗ   | Владислав Велетень     | 1 жовтня 2002 (22 роки)     | 1    | 0    | «Колос» (Ковалівка)   |
|    |      |                        |                             |      |      |                       |
| 9  | НП   | Ігор Краснопір         | 1 грудня 2002 (22 роки)     | 3    | 1    | «Рух» (Львів)         |
| 14 | НП   | Данило Сікан (капітан) | 16 квітня 2001 (23 роки)    | 3    | 0    | «Шахтар» (Донецьк)    |

Резервні гравці — 4
| №  | Поз. | Гравець          | Дата народження (вік)     | Ігри | Голи | Клуб                |
| -- | ---- | ---------------- | ------------------------- | ---- | ---- | ------------------- |
| 22 | ВР   | Яків Кінарейкін  | 22 жовтня 2003 (21 рік)   | 0    | −0   | «Дніпро-1» (Дніпро) |
| 19 | ЗХ   | Євген Павлюк     | 18 серпня 2002 (22 роки)  | 0    | 0    | «Ворскла» (Полтава) |
| 20 | ПЗ   | Кирило Сігеєв    | 16 травня 2004 (20 років) | 0    | 0    | «Шахтар» (Донецьк)  |
| 21 | ПЗ   | Артем Шулянський | 11 квітня 2001 (23 роки)  | 0    | 0    | «Олександрія»       |

#### Груповий етап
| М  | Команда   | І | В | Н | П | МЗ | МП | РМ | О |
| -- | --------- | - | - | - | - | -- | -- | -- | - |
| 1. | Марокко   | 3 | 2 | 0 | 1 | 6  | 3  | +3 | 6 |
| 2. | Аргентина | 3 | 2 | 0 | 1 | 6  | 3  | +3 | 6 |
| 3. | Україна   | 3 | 1 | 0 | 2 | 3  | 5  | −2 | 3 |
| 4. | Ірак      | 3 | 1 | 0 | 2 | 3  | 7  | −4 | 3 |

| 24 липня 2024 20:00 |

| Ірак                                    | 2:1      | Україна                  |
| --------------------------------------- | -------- | ------------------------ |
| Аймен Хуссейн 57' (пен.) Алі Джасім 75' | Протокол | Валентин Рубчинський 53' |

| Парк Олімпік Ліонне, Десін-Шарп'є, Франція Глядачів: 10 637 Арбітр: Махмуд Ісмаїл (Судан) |

| 27 липня 2024 18:00 |

| Україна                                 | 2:1      | Марокко                  |
| --------------------------------------- | -------- | ------------------------ |
| Дмитро Крисків 21' Ігор Краснопір 90+8' | Протокол | Суф'ян Рахімі 64' (пен.) |

| Жоффруа Гішар, Сент-Етьєн, Франція Арбітр: Мартінез Саїд (Гондурас) |

| 30 липня 2024 18:00 |

| Україна | 0:2      | Аргентина                                |
| ------- | -------- | ---------------------------------------- |
|         | Протокол | Тьяго Альмада 47' Клаудіо Ечеверрі 90+1' |

| Парк Олімпік Ліонне, Десін-Шарп'є, Франція Арбітр: Дахан Бейда (Мавританія) |

## Єдиноборства

### Бокс
Спортсменів — 3
Чоловіки
| Спортсмени                          | Вагова категорія | Раунд 1/8                              | Чвертьфінал                          | Півфінал                       | Фінал                             | Фінал           |
| Спортсмени                          | Вагова категорія | Суперник Результат                     | Суперник Результат                   | Суперник Результат             | Суперник Результат                | Місце           |
| ----------------------------------- | ---------------- | -------------------------------------- | ------------------------------------ | ------------------------------ | --------------------------------- | --------------- |
| Айдер Абдураїмов Харківська область | до 57 кг         | Хав'єр Ібаньєс Діас (BUL) Поразка 0-5  | Завершив виступ                      | Завершив виступ                | Завершив виступ                   | Завершив виступ |
| Олександр Хижняк Полтавська область | до 80 кг         | Пилип Акілов (HUN) Перемога 4-0        | Вандерлей Перейра (BRA) Перемога 5-0 | Арлен Лопес (CUB) Перемога 3-2 | Нурбек Оралбай (KAZ) Перемога 3-2 | 1               |
| Дмитро Ловчинський Київська область | понад 92 кг      | Теремоана Теремоана (AUS) Поразка — KO | Завершив виступ                      | Завершив виступ                | Завершив виступ                   | Завершив виступ |

### Боротьба
Спортсменів — 9

#### Вільна боротьба
| Спортсмени                                | Категорія          | 1/8 фіналу                          | Чвертьфінал                         | Півфінал/ Втішний раунд             | Фінал                                   | Фінал |
| Суперник Результат                        | Суперник Результат | Суперник Результат                  | Суперник Результат                  | Місце                               |                                         |       |
| ----------------------------------------- | ------------------ | ----------------------------------- | ----------------------------------- | ----------------------------------- | --------------------------------------- | ----- |
| Василь Михайлов Одеська область           | до 86 кг           | Майлс Амін (SMR) Поразка 4-7        | Завершив виступ                     | Завершив виступ                     | Завершив виступ                         | 10    |
| Муразі Мчедлідзе Дніпропетровська область | до 97 кг           | Ібрагім Чіфтчі (TUR) Перемога 5-1   | Гіві Мачарашвілі (GEO) Поразка 0-11 | Ніколас Де Ланге (RSA) Перемога 5-3 | Магомедхан Магомедов (AZE) Поразка 0-10 | 5     |
| Олександр Хоцянівський Донецька область   | до 125 кг          | Гено Петріашвілі (GEO) Поразка 0-11 | Н/Д                                 | Роберт Баран (POL) Поразка 0-3      | Завершив виступ                         | 16    |

#### Жіноча боротьба
| Спортсменки                           | Категорія          | 1/8 фіналу                              | Чвертьфінал                      | Півфінал                              | Фінал                            | Фінал |
| Суперник Результат                    | Суперник Результат | Суперник Результат                      | Суперник Результат               | Місце                                 |                                  |       |
| ------------------------------------- | ------------------ | --------------------------------------- | -------------------------------- | ------------------------------------- | -------------------------------- | ----- |
| Оксана Лівач Львівська область        | до 50 кг           | Актенге Кевнімжаєва (UZB) Перемога 10-0 | Вінеш Фогат (IND) Поразка 5-7    | Н/Д                                   | Юї Сусакі (JPN) Поразка 0-10     | 5     |
| Аліна Грушина-Акобія Київська область | до 57 кг           | Ангеліна Лисак (POL) Перемога 16-13     | Гелен Маруліс (USA) Поразка 4-7  | Завершила виступ                      | Завершила виступ                 | 9     |
| Ірина Коляденко Київська область      | до 62 кг           | Пуревдорджийн Орхон (MGL) Перемога 8-7  | Біляна Дудова (BUL) Перемога 7-3 | Айсулуу Тинибекова (KGZ) Перемога 9-2 | Сакура Мотокі (JPN) Поразка 1-12 | 2     |
| Тетяна Сова Херсонська область        | до 68 кг           | Ніша Дахія (IND) Поразка 4-6            | Завершила виступ                 | Завершила виступ                      | Завершила виступ                 | 11    |

#### Греко-римська боротьба
| Спортсмени                        | Категорія          | 1/8 фіналу                     | Чвертьфінал                           | Півфінал                               | Фінал                               | Фінал |
| Суперник Результат                | Суперник Результат | Суперник Результат             | Суперник Результат                    | Місце                                  |                                     |       |
| --------------------------------- | ------------------ | ------------------------------ | ------------------------------------- | -------------------------------------- | ----------------------------------- | ----- |
| Парвіз Насібов Запорізька область | до 67 кг           | Мате Немеш (SRB) Перемога 3-2  | Амантур Ісмаїлов (KGZ) Перемога 7-6   | Хасрат Джафаров (AZE) Перемога 3-3     | Саїд Есмаеїлі (IRI) Поразка 5-6     | 2     |
| Жан Беленюк Полтавська область    | до 87 кг           | Цянь Хайтао (CHN) Перемога 7-1 | Нурсултан Турсинов (KAZ) Перемога 7-3 | Аліреза Мохмадіпіані (IRI) Поразка 3-3 | Аркадіуш Кулинич (POL) Перемога 3-1 | 3     |

### Дзюдо
Спортсменів — 5
Чоловіки
| Спортсмени            | Дисципліна         | Раунд 1/32                                 | Раунд 1/16                                 | Чвертьфінал        | Півфінал           | Втішний поєдинок | Фінал           | Фінал |
| Суперник Результат    | Суперник Результат | Суперник Результат                         | Суперник Результат                         | Суперник Результат | Суперник Результат | Місце            |                 |       |
| --------------------- | ------------------ | ------------------------------------------ | ------------------------------------------ | ------------------ | ------------------ | ---------------- | --------------- | ----- |
| Дільшот Халматов Київ | до 60 кг           | Достон Рузієв (UZB) Перемога 01-00         | Єлдос Сметов (KAZ) Поразка 00-01           | Завершив виступ    | Завершив виступ    | Завершив виступ  | Завершив виступ | 9=    |
| Богдан Ядов Київ      | до 66 кг           | Кубаничбек Айбек Уулу (KGZ) Перемога 11-00 | Йондонперенлейн Басхуу (MGL) Поразка 00-10 | Завершив виступ    | Завершив виступ    | Завершив виступ  | Завершив виступ | 9=    |

Жінки
| Спортсменки                                   | Дисципліна         | Раунд 1/32                       | Раунд 1/16                          | Чвертьфінал                        | Півфінал           | Втішний поєдинок                | Фінал            | Фінал |
| Суперник Результат                            | Суперник Результат | Суперник Результат               | Суперник Результат                  | Суперник Результат                 | Суперник Результат | Місце                           |                  |       |
| --------------------------------------------- | ------------------ | -------------------------------- | ----------------------------------- | ---------------------------------- | ------------------ | ------------------------------- | ---------------- | ----- |
| Дар'я Білодід Київ                            | до 57 кг           | Нера Тіебва (KIR) Перемога 10-00 | Харука Фунакубо (JPN) Поразка 00-10 | Завершила виступ                   | Завершила виступ   | Завершила виступ                | Завершила виступ | 9=    |
| Єлизавета Литвиненко Дніпропетровська область | до 78 кг           | Н/Д                              | Лоріана Кука (KOS) Перемога 01-00   | Аліса Белланді (ITA) Поразка 00-10 | Н/Д                | Ма Чженчжао (CHN) Поразка 00-10 | Завершила виступ | 7     |
| Христина Гоман Київ                           | понад 78 кг        | Маріт Кемпс (NED) Поразка 00-10  | Завершила виступ                    | Завершила виступ                   | Завершила виступ   | Завершила виступ                | Завершила виступ | 17=   |

### Фехтування
Спортсменів — 8
Жінки
| Спортсменки                                                                                       | Дисципліна          | Раунд 1/32                         | Раунд 1/16                                   | Раунд 1/8                          | Чвертьфінал                     | Півфінал                        | Фінал                               | Місце |
| Спортсменки                                                                                       | Дисципліна          | Суперник Рахунок                   | Суперник Рахунок                             | Суперник Рахунок                   | Суперник Рахунок                | Суперник Рахунок                | Суперник Рахунок                    | Місце |
| ------------------------------------------------------------------------------------------------- | ------------------- | ---------------------------------- | -------------------------------------------- | ---------------------------------- | ------------------------------- | ------------------------------- | ----------------------------------- | ----- |
| Джоан Фейбі Бежура Київ                                                                           | індивідуальна шпага | Н/Д                                | Ор'ян Малло (FRA) Поразка 13-14              | Завершила виступ                   | Завершила виступ                | Завершила виступ                | Завершила виступ                    | 29    |
| Олена Кривицька Київ                                                                              | індивідуальна шпага | Н/Д                                | Александра Ндоло (KEN) Перемога 13-12        | Жуйєнь Сяо (CAN) Перемога 15-14    | Вівіан Кон (HKG) Поразка 7-15   | Завершила виступ                | Завершила виступ                    | 8     |
| Влада Харькова Київ                                                                               | індивідуальна шпага | Н/Д                                | Марґеріта Ґуцці Вінченті (USA) Перемога 15-6 | Міхо Йошімура (JPN) Перемога 15-10 | Ор'ян Малло (FRA) Поразка 10-15 | Завершила виступ                | Завершила виступ                    | 7     |
| Джоан Фейбі Бежура КиївОлена Кривицька КиївВлада Харькова КиївДарʼя Варфоломеєва Київ             | командна шпага      | Н/Д                                | Н/Д                                          | Н/Д                                | Китай (CHN) Поразка 41-45       | Єгипет (EGY) Перемога 45-31     | Південна Корея (KOR) Поразка 38-45  | 6     |
| Ольга Харлан Київ                                                                                 | індивідуальна шабля | Н/Д                                | Сіхомі Фукусіма (JPN) Перемога 15-9          | Анна Башта (AZE) Перемога 15-6     | Анна Мартон (HUN) Перемога 15-7 | Сара Бальцер (FRA) Поразка 7-15 | Чой Се Бін (KOR) Перемога 15-14     | 3     |
| Аліна Комащук Одеська область                                                                     | індивідуальна шабля | Н/Д                                | Чон Хаюнг (KOR) Поразка 8-15                 | Завершила виступ                   | Завершила виступ                | Завершила виступ                | Завершила виступ                    | 26    |
| Олена Кравацька Одеська область                                                                   | індивідуальна шабля | Сауссен Будиаф (ALG) Перемога 15-8 | Місакі Емура (JPN) Поразка 14-15             | Завершила виступ                   | Завершила виступ                | Завершила виступ                | Завершила виступ                    | 32    |
| Ольга Харлан Київ Юлія Бакастова КиївАліна Комащук Одеська областьОлена Кравацька Одеська область | командна шабля      | Н/Д                                | Н/Д                                          | Н/Д                                | Італія (ITA) Перемога 45-37     | Японія (JPN) Перемога 45-32     | Південна Корея (KOR) Перемога 45-42 | 1     |

## Пересувні види спорту

### Велосипедний спорт
Спортсменів — 4

#### Велоперегони на шосе
| Спортсмен                       | Дисципліна             | Час      | Місце |
| ------------------------------- | ---------------------- | -------- | ----- |
| Анатолій Будяк Донецька область | чоловіча групова гонка | 6:39:27  | 66    |
| Юлія Бірюкова Львівська область | жіноча групова гонка   | 4:10:47  | 67    |
| Юлія Бірюкова Львівська область | жіноча роздільна гонка | 44:43.73 | 27    |

#### Маунтенбайк
| Спортсмен                           | Дисципліна | Час     | Місце |
| ----------------------------------- | ---------- | ------- | ----- |
| Олександр Гудима Рівненська область | чоловіки   | -1 коло | 32    |
| Яна Беломоіна Волинська область     | жінки      | -1 коло | 26    |

## Стрілецькі види спорту

### Стрільба
Спортсменів — 6

#### Кульова стрільба
Чоловіки
| Спортсмени                           | Дисципліна                       | Кваліфікація | Кваліфікація | Фінал           | Фінал           |
| Очки                                 | Місце                            | Очки         | Місце        |                 |                 |
| ------------------------------------ | -------------------------------- | ------------ | ------------ | --------------- | --------------- |
| Павло Коростильов Львівська область  | пневматичний пістолет, 10 м      | 576          | 12           | Завершив виступ | Завершив виступ |
| Павло Коростильов Львівська область  | швидкісний пістолет, 25 м        | 587-17x      | 3 Q          | 16              | 5               |
| Віктор Банькін Київ                  | пневматичний пістолет, 10 м      | 576          | 11           | Завершив виступ | Завершив виступ |
| Максим Городинець Полтавська область | швидкісний пістолет, 25 м        | 584-14x      | 8            | Завершив виступ | Завершив виступ |
| Сергій Куліш Черкаська область       | пневматична гвинтівка, 10 м      | 627.4        | 27           | Завершив виступ | Завершив виступ |
| Сергій Куліш Черкаська область       | гвинтівка з трьох положень, 50 м | 592-39x      | 3 Q          | 461.3           | 2               |

Жінки
| Спортсменка                         | Дисципліна                  | Кваліфікація | Кваліфікація     | Фінал            | Фінал            |
| Очки                                | Місце                       | Очки         | Місце            |                  |                  |
| ----------------------------------- | --------------------------- | ------------ | ---------------- | ---------------- | ---------------- |
| Олена Костевич Чернігівська область | пневматичний пістолет, 10 м | 572          | 19               | Завершила виступ | Завершила виступ |
| пістолет, 25 м                      | 576                         | 25           | Завершила виступ | Завершила виступ |                  |

Змішані змагання
| Спортсмени                                             | Дисципліна                  | Кваліфікація | Кваліфікація | Фінал / BM       | Фінал / BM       |
| Очки                                                   | Місце                       | Очки         | Місце        |                  |                  |
| ------------------------------------------------------ | --------------------------- | ------------ | ------------ | ---------------- | ---------------- |
| Олена Костевич Чернігівська областьВіктор Банькін Київ | пневматичний пістолет, 10 м | 572          | 13           | Завершили виступ | Завершили виступ |

#### Стендова стрільба
| Спортсменка                     | Дисципліна | Кваліфікація | Кваліфікація | Фінал            | Фінал            |
| Очки                            | Місце      | Очки         | Місце        |                  |                  |
| ------------------------------- | ---------- | ------------ | ------------ | ---------------- | ---------------- |
| Ірина Маловічко Одеська область | скит       | 113          | 24           | Завершила виступ | Завершила виступ |

### Стрільба з лука
Спортсменів — 2
Чоловіки
| Спортсмен                       | Дисципліна             | Попередній раунд   | Попередній раунд   | Раунд 1/32                         | Раунд 1/16         | Раунд 1/8          | Чверть- фінали     | Півфінали       | Фінал           | Фінал |
| Результат                       | Місце                  | Суперник Результат | Суперник Результат | Суперник Результат                 | Суперник Результат | Суперник Результат | Суперник Результат | Місце           |                 |       |
| ------------------------------- | ---------------------- | ------------------ | ------------------ | ---------------------------------- | ------------------ | ------------------ | ------------------ | --------------- | --------------- | ----- |
| Михайло Усач Рівненська область | Індивідуальна першість | 651                | 48                 | Маркус Д'Алмейда (BRA) Поразка 2-6 | Завершив виступ    | Завершив виступ    | Завершив виступ    | Завершив виступ | Завершив виступ | 33    |

Жінки
| Спортсменка                         | Дисципліна             | Попередній раунд   | Попередній раунд   | Раунд 1/32                | Раунд 1/16                           | Раунд 1/8          | Чверть- фінали     | Півфінали        | Фінал            | Фінал |
| Результат                           | Місце                  | Суперник Результат | Суперник Результат | Суперник Результат        | Суперник Результат                   | Суперник Результат | Суперник Результат | Місце            |                  |       |
| ----------------------------------- | ---------------------- | ------------------ | ------------------ | ------------------------- | ------------------------------------ | ------------------ | ------------------ | ---------------- | ---------------- | ----- |
| Вероніка Марченко Львівська область | Індивідуальна першість | 657                | 25                 | Лі Ц-Ц (TPE) Перемога 6-4 | Алехандра Валенсія (MEX) Поразка 4-6 | Завершила виступ   | Завершила виступ   | Завершила виступ | Завершила виступ | 17    |

Змішані змагання
| Спортсмени                                                          | Дисципліна        | Попередній раунд   | Попередній раунд   | Раунд 1/8          | Чверть- фінали     | Півфінали        | Фінал            | Фінал |
| Результат                                                           | Місце             | Суперник Результат | Суперник Результат | Суперник Результат | Суперник Результат | Місце            |                  |       |
| ------------------------------------------------------------------- | ----------------- | ------------------ | ------------------ | ------------------ | ------------------ | ---------------- | ---------------- | ----- |
| Михайло Усач Рівненська область Вероніка Марченко Львівська область | Командна першість | 1308               | 21                 | Завершили виступ   | Завершили виступ   | Завершили виступ | Завершили виступ | 21    |

## Комбіновані види спорту

### Сучасне п'ятиборство
Спортсменів — 3
| Спортсмени             | Дисципліна | Фехтування (шпага, один дотик) | Фехтування (шпага, один дотик) | Верхова їзда (конкур) | Верхова їзда (конкур) | Плавання (200 м вільним стилем) | Плавання (200 м вільним стилем) | Комбайн: стрільба/біг (10 м, пневматичний пістолет)/(3200 м) | Комбайн: стрільба/біг (10 м, пневматичний пістолет)/(3200 м) | Всього очок | Фінальне місце |
| Спортсмени             | Дисципліна | Результат                      | Очки                           | Час                   | Очки                  | Час (штрафні очки)              | Очки                            | Час                                                          | Очки                                                         | Всього очок | Фінальне місце |
| ---------------------- | ---------- | ------------------------------ | ------------------------------ | --------------------- | --------------------- | ------------------------------- | ------------------------------- | ------------------------------------------------------------ | ------------------------------------------------------------ | ----------- | -------------- |
| Олександр Товкай Київ  | Чоловіки   | 24+1                           | 245                            |                       |                       |                                 |                                 |                                                              |                                                              |             |                |
| Владислав Чекан Київ   | Чоловіки   | 15                             | 200                            | -                     | 300                   |                                 |                                 |                                                              |                                                              |             |                |
| Валерія Пермикіна Київ | Жінки      |                                |                                |                       |                       |                                 |                                 |                                                              |                                                              |             |                |

## Танцювальні види спорту

### Брейкінг
Спортсменів — 3
Чоловіки
| Спортсмен                  | Змагання          | Группова стадія                        | Группова стадія                       | Группова стадія                       | Группова стадія | Чвертьфінал        | Півфінал           | Фінал              | Фінал |
| Спортсмен                  | Змагання          | Суперник Результат                     | Суперник Результат                    | Суперник Результат                    | Місце           | Суперник Результат | Суперник Результат | Суперник Результат | Місце |
| -------------------------- | ----------------- | -------------------------------------- | ------------------------------------- | ------------------------------------- | --------------- | ------------------ | ------------------ | ------------------ | ----- |
| Олег Кузнєцов (Kuzya) Київ | особисті змагання | J Attack (AUS) Перемога 2 (17) – 0 (1) | Phil Wizard (CAN) Нічия 1 (8) –1 (10) | Dany Dann (FRA) Поразка 0 (4) –2 (14) | 3               | Завершив виступ    | Завершив виступ    | Завершив виступ    |       |

Жінки
| Спортсменки                                   | Змагання | Группова стадія                                | Группова стадія                                | Группова стадія                   | Группова стадія | Чвертьфінал                     | Півфінал           | Фінал              | Фінал |
| Спортсменки                                   | Змагання | Суперник Результат                             | Суперник Результат                             | Суперник Результат                | Місце           | Суперник Результат              | Суперник Результат | Суперник Результат | Місце |
| --------------------------------------------- | -------- | ---------------------------------------------- | ---------------------------------------------- | --------------------------------- | --------------- | ------------------------------- | ------------------ | ------------------ | ----- |
| Анна Пономаренко (Stefani) Харківська область | B-Girls  | Ayumi (JPN) Нічия 1 (8) –1 (10)                | Señorita Carlota (FRA) Перемога 2 (12) – 0 (6) | Kate (UKR) Нічия 1 (10) –1 (8)    | 3               | Завершила виступ                | Завершила виступ   | Завершила виступ   | 9     |
| Катерина Павленко (Kate) Харківська область   | B-Girls  | Señorita Carlota (FRA) Перемога 2 (15) – 0 (3) | Ayumi (JPN) Нічия 1 (12) –1 (6)                | Stefani (UKR) Нічия 1 (8) –1 (10) | 1               | 671 (CHN) Поразка 0 (7) –3 (20) | Завершила виступ   | Завершила виступ   | 6     |

## Символіка

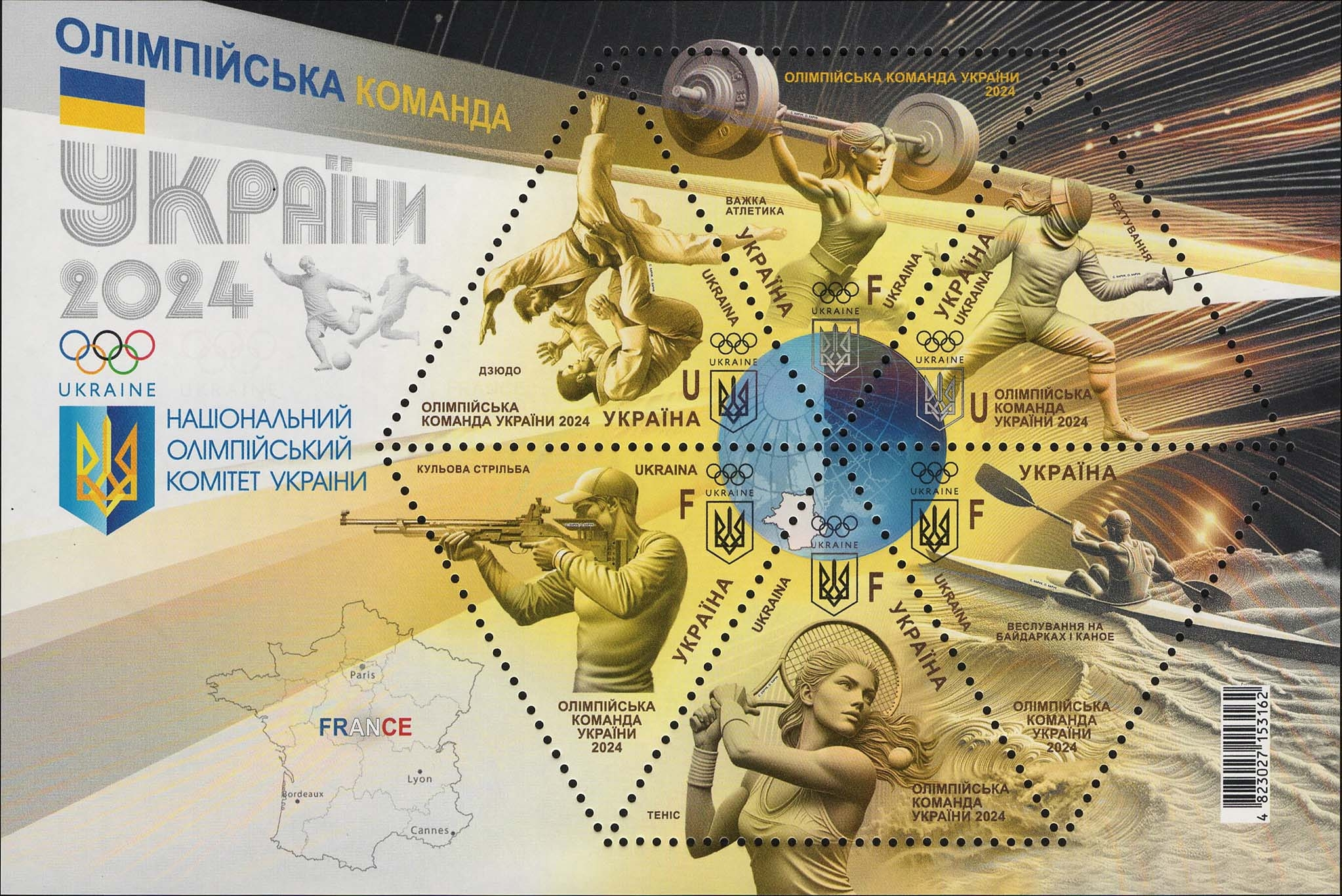
Поштовий блок «Олімпійська команда України 2024», (2024)

19 липня 2024 року Українське державне підприємство поштового зв'язку «Укрпошта» ввело в обіг художній поштовий блок «Олімпійська команда України 2024» (№ 211) з шести марок:
- «Дзюдо» (№ 2098);
- «Важка атлетика» (№ 2099);
- «Фехтування» (№ 2100);
- «Веслування на байдарках і каное» (№ 2101);
- «Теніс» (№ 2102);
- «Кульова стрільба» (№ 2103).

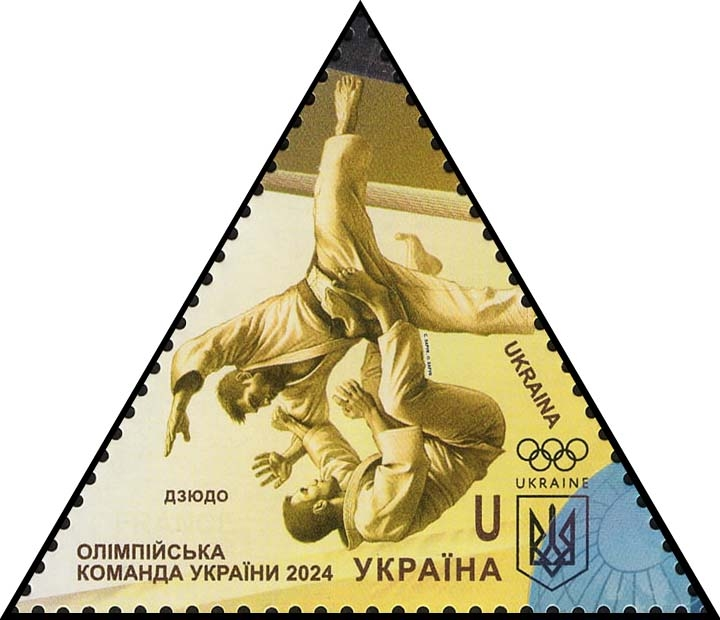
№ 2098
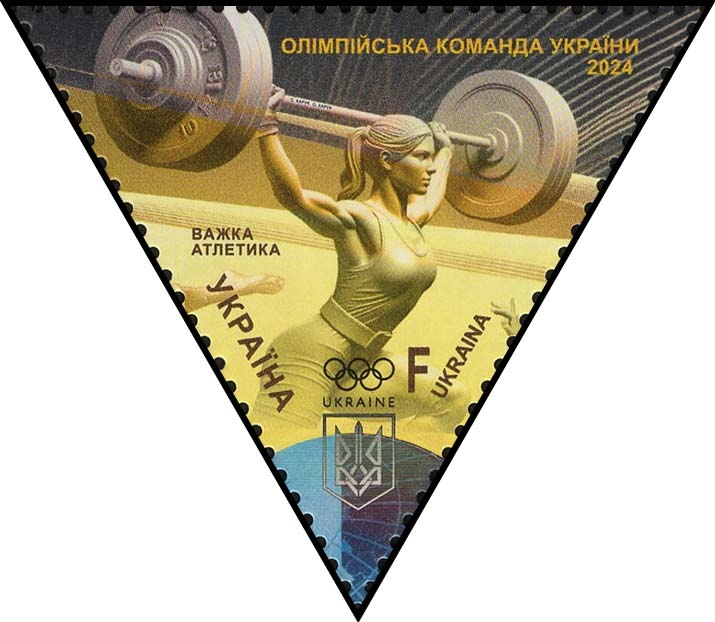
№ 2099
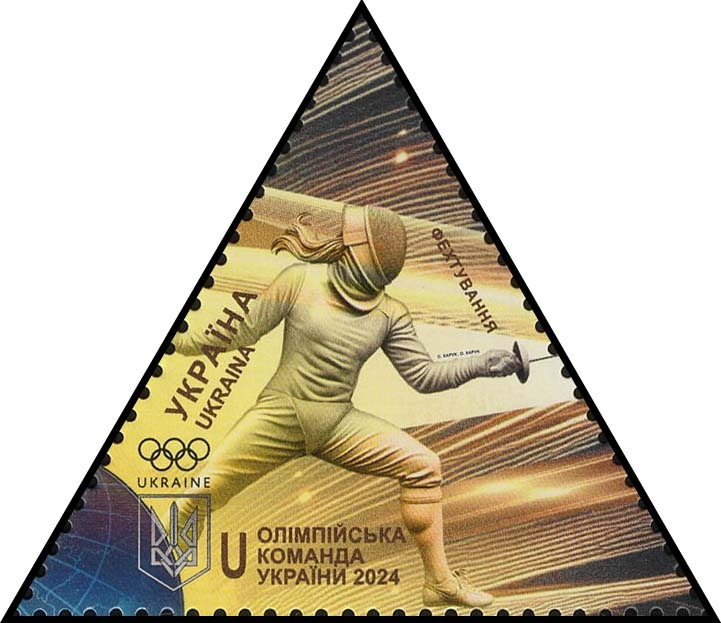
№ 2100
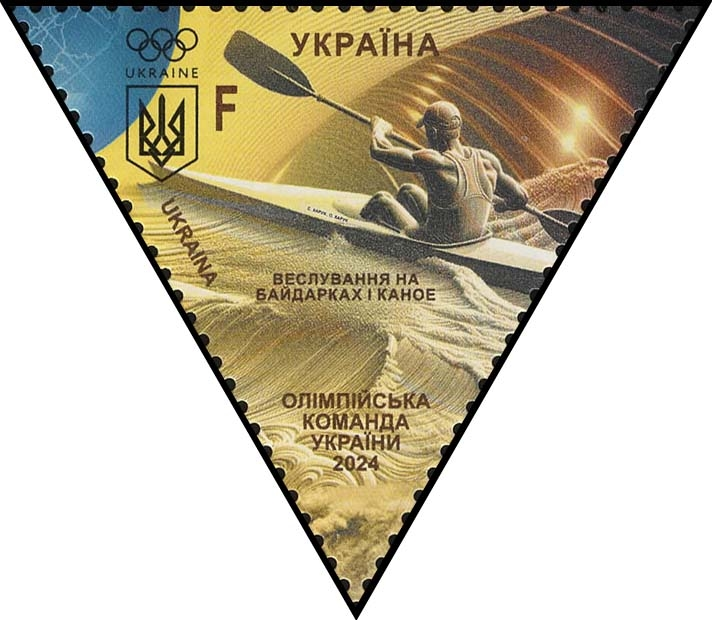
№ 2101
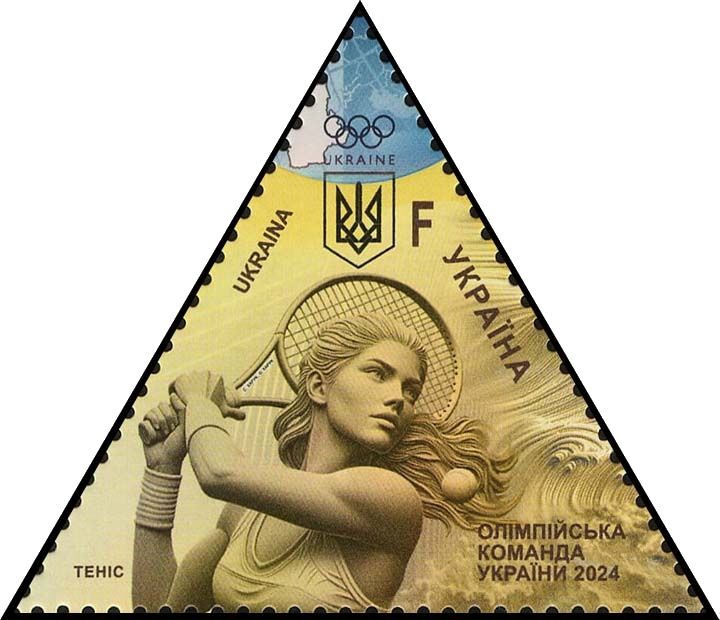
№ 2102
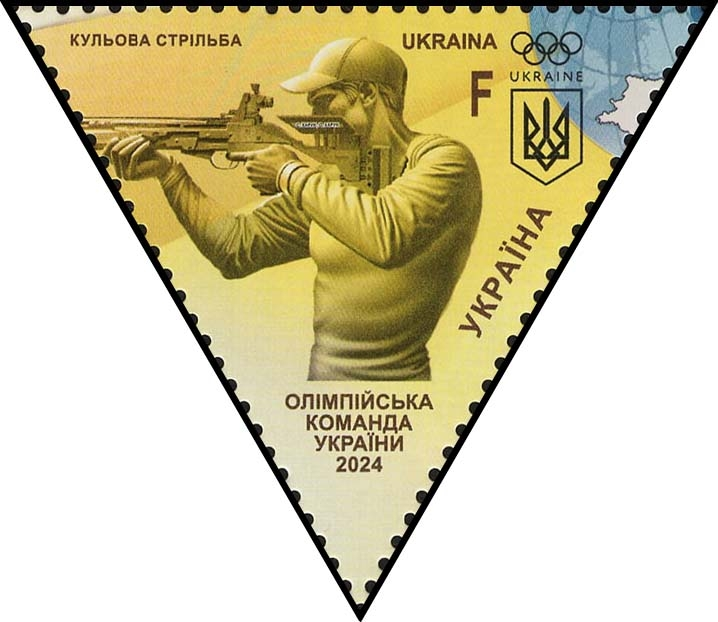
№ 2103

Дизайн блока і штемпеля — С.Харук, О.Харук.